# Hydroglossum expansum
Hydroglossum expansum là một loài dương xỉ trong họ Lygodiaceae. Loài này được Poir. mô tả khoa học đầu tiên năm 1813.
Danh pháp khoa học của loài này chưa được làm sáng tỏ. 